# Grande Prêmio dos Estados Unidos de 1991
Resultados do Grande Prêmio dos Estados Unidos de Fórmula 1 realizado em Phoenix em 10 de março de 1991. Primeira etapa do campeonato, foi vencido pelo brasileiro Ayrton Senna, da McLaren-Honda, com Alain Prost em segundo pela Ferrari e Nelson Piquet em terceiro pela Benetton-Ford.

## Resumo
As Ferraris pareciam que iriam repetir a boa temporada de 1990, no primeiro dia de treinos em Phoenix, o estrante na equipe Jean Alesi foi o mais rápido com apenas treze milésimos de vantagem para Ayrton Senna, que renovou seu contrato com a McLaren. Já no sábado, Ayrton Senna esteve feroz e fez a pole com um segundo de vantagem para a Ferrari de Alain Prost. As Williams de Riccardo Patrese e Nigel Mansell largaram na segunda fila, na terceira fila largaram a Benetton de Nelson Piquet e a Ferrari de Alesi. Roberto Moreno largou em oitavo, e Maurício Gugelmin largou em vigésimo terceiro.
Na largada, Senna pulou a frente e de cara já abria 4 segundos de vantagem para Prost, Mansell é o terceiro, Alesi é o quarto, Patrese é o quinto e Berger o sexto. A prova seguia tranquila até a volta 21, quando Patrese tentou ultrapassar Mansell e acabou freando forte passando reto na curva 1, caindo para sexto. Pouco antes da metade da prova várias alterações aconteceram nas primeiras posições da corrida. Na volta 36, Nigel Mansell teve o câmbio da sua Williams quebrado, como ele já previa antes da corrida. Pouco depois a McLaren de Gerhard Berger abandonou com problemas na bomba de combustível. Maurício Gugelmin também abandonou com problemas no câmbio.
Na metade na prova, Senna tinha 30 segundos de vantagem para Prost, Alesi é o terceiro, Piquet o quarto, Moreno o quinto e Stefano Modena da Tyrrell em sexto. Na volta 45, chegaram as paradas para trocas de pneus, Prost perdeu 15 segundos e caiu para sexto. Ayrton Senna com muita vantagem fez uma troca tranquila e voltou ainda em primeiro. Quem se deu bem nas paradas foi Riccardo Patrese, que assumiu o segundo lugar, as duas Benettons assumiram o terceiro e quarto lugares porque não iriam trocar os pneus, Modena também não trocou pneus e assumiu o quinto lugar, Alesi é o sexto.
Indo para completar a 50ª volta na 2ª posição, o italiano Riccardo Patrese tem problemas no câmbio semi-automático do seu Williams. O carro do piloto fica de contramão e em local perigoso no início da reta Washington Street. Num ótimo reflexo, o brasileiro Nelson Piquet da Benetton consegue desviá-lo, mas o seu companheiro e compatriota Roberto Moreno que vinha um pouco atrás não consegue o mesmo feito passando por cima do bico do carro nº 6. A frente do carro nº 19 de Moreno ficou destruída com o choque. Ele, assim como Patrese abandonam a corrida.
Assim, Senna ficou com 45 segundos de vantagem para Jean Alesi que assumiu o segundo lugar. Nelson Piquet em terceiro, sofria muita pressão de Alain Prost, que tentava recuperar o tempo perdido nos boxes. A briga começou a ficar bonita, quando Alesi perdeu a quarta marcha de seu carro.
Alesi, Piquet e Prost fizeram um duelo espetacular até a volta 64, quando Prost ultrapassou os dois na reta dos boxes e assumiu o segundo lugar, Piquet seguiu em terceiro, e Alesi caiu para quarto. Na volta 73, Alesi abandonou de vez com o cámbio quebrado.
Senna seguiu tranquilo para a sua vitória de número 27 na Fórmula 1, se igualando a Jackie Stewart no número de vitórias. Alain Prost terminou em segundo, Nelson Piquet completou o pódio. Na zona de pontos, ainda terminaram as duas Tyrrells de Stefano Modena e de Satoru Nakajima, e da Larrousse de Aguri Suzuki.
Primeiro gp de Hakinnen, futuro bicampeão de F1 em 98 e 99

## Classificação da corrida

### Pré-classificação
| Pos. | Nº | Piloto             | Construtor        | Tempo    | Dif.    |
| ---- | -- | ------------------ | ----------------- | -------- | ------- |
| 1    | 21 | Emanuele Pirro     | Dallara-Judd      | 1:28.288 | —       |
| 2    | 22 | J. J. Lehto        | Dallara-Judd      | 1:28.792 | + 0.504 |
| 3    | 34 | Nicola Larini      | Lambo-Lamborghini | 1:30.244 | + 1.956 |
| 4    | 32 | Bertrand Gachot    | Jordan-Ford       | 1:30.304 | + 2.016 |
| 5    | 33 | Andrea de Cesaris  | Jordan-Ford       | 1:30.937 | + 2.649 |
| 6    | 31 | Pedro Chaves       | Coloni-Ford       | 1:31.113 | + 2.825 |
| 7    | 14 | Olivier Grouillard | Fondmetal-Ford    | 1:32.126 | + 3.838 |
| 8    | 35 | Eric van de Poele  | Lambo-Lamborghini | 1:37.046 | + 8.758 |

### Treinos
| Pos.    | Nº | Piloto            | Construtor         | Q1       | Q2       | Dif.    |
| ------- | -- | ----------------- | ------------------ | -------- | -------- | ------- |
| 1       | 1  | Ayrton Senna      | McLaren-Honda      | 1:23.530 | 1:21.434 | —       |
| 2       | 27 | Alain Prost       | Ferrari            | 1:24.507 | 1:22.555 | + 1.121 |
| 3       | 6  | Riccardo Patrese  | Williams-Renault   | 1:24.726 | 1:22.833 | + 1.399 |
| 4       | 5  | Nigel Mansell     | Williams-Renault   | 1:25.277 | 1:23.218 | + 1.784 |
| 5       | 20 | Nelson Piquet     | Benetton-Ford      | 1:25.026 | 1:23.384 | + 1.950 |
| 6       | 28 | Jean Alesi        | Ferrari            | 1:23.519 | 1:23.805 | + 2.085 |
| 7       | 2  | Gerhard Berger    | McLaren-Honda      | 1:25.914 | 1:23.742 | + 2.308 |
| 8       | 19 | Roberto Moreno    | Benetton-Ford      | 1:25.170 | 1:23.881 | + 2.447 |
| 9       | 21 | Emanuele Pirro    | Dallara-Judd       | 1:24.876 | 1:24.792 | + 3.358 |
| 10      | 22 | J. J. Lehto       | Dallara-Judd       | 1:26.765 | 1:24.891 | + 3.457 |
| 11      | 4  | Stefano Modena    | Tyrrell-Honda      | 1:25.065 | 1:25.557 | + 3.631 |
| 12      | 7  | Martin Brundle    | Brabham-Yamaha     | 1:27.184 | 1:25.385 | + 3.951 |
| 13      | 11 | Mika Häkkinen     | Lotus-Judd         | 1:27.976 | 1:25.448 | + 4.014 |
| 14      | 32 | Bertrand Gachot   | Jordan-Ford        | 1:27.568 | 1:25.701 | + 4.267 |
| 15      | 23 | Pierluigi Martini | Minardi-Ferrari    | 1:25.815 | 1:25.715 | + 4.281 |
| 16      | 3  | Satoru Nakajima   | Tyrrell-Honda      | 1:26.058 | 1:25.752 | + 4.318 |
| 17      | 34 | Nicola Larini     | Lambo-Lamborghini  | 1:27.761 | 1:25.791 | + 4.357 |
| 18      | 16 | Ivan Capelli      | Leyton House-Ilmor | 1:54.845 | 1:26.121 | + 4.687 |
| 19      | 29 | Eric Bernard      | Lola-Ford          | 1:27.446 | 1:26.425 | + 4.991 |
| 20      | 25 | Thierry Boutsen   | Ligier-Lamborghini | 1:27.984 | 1:26.500 | + 5.066 |
| 21      | 30 | Aguri Suzuki      | Lola-Ford          | 1:26.987 | 1:26.548 | + 5.114 |
| 22      | 17 | Gabriele Tarquini | AGS-Ford           | 1:27.164 | 1:26.851 | + 5.417 |
| 23      | 15 | Maurício Gugelmin | Leyton House-Ilmor | 1:26.865 | 1:26.875 | + 5.431 |
| 24      | 8  | Mark Blundell     | Brabham-Yamaha     | 1:30.061 | 1:26.915 | + 5.481 |
| 25      | 9  | Michele Alboreto  | Footwork-Porsche   | 1:29.067 | 1:27.015 | + 5.581 |
| 26      | 24 | Gianni Morbidelli | Minardi-Ferrari    | 1:27.625 | 1:27.042 | + 5.608 |
| 27      | 26 | Erik Comas        | Ligier-Lamborghini | 1:28.904 | 1:27.159 | + 5.725 |
| 28      | 10 | Alex Caffi        | Footwork-Porsche   | 1:29.388 | 1:27.519 | + 6.085 |
| 29      | 18 | Stefan Johansson  | AGS-Ford           | 1:29.857 | 1:27.753 | + 6.319 |
| 30      | 12 | Julian Bailey     | Lotus-Judd         | 1:30.758 | 1:28.570 | + 7.136 |
| Fontes: |    |                   |                    |          |          |         |

### Corrida
| Pos.    | Nº | Piloto             | Construtor         | Voltas              | Tempo/Diferença     | Grid                | Pontos              |
| ------- | -- | ------------------ | ------------------ | ------------------- | ------------------- | ------------------- | ------------------- |
| 1       | 1  | Ayrton Senna       | McLaren-Honda      | 81                  | 2:00:47.828         | 1                   | 10                  |
| 2       | 27 | Alain Prost        | Ferrari            | 81                  | + 16.322            | 2                   | 6                   |
| 3       | 20 | Nelson Piquet      | Benetton-Ford      | 81                  | + 17.376            | 5                   | 4                   |
| 4       | 4  | Stefano Modena     | Tyrrell-Honda      | 81                  | + 25.409            | 11                  | 3                   |
| 5       | 3  | Satoru Nakajima    | Tyrrell-Honda      | 80                  | + 1 volta           | 16                  | 2                   |
| 6       | 30 | Aguri Suzuki       | Lola-Ford          | 79                  | + 2 voltas          | 21                  | 1                   |
| 7       | 34 | Nicola Larini      | Lambo-Lamborghini  | 78                  | + 3 voltas          | 17                  |                     |
| 8       | 17 | Gabriele Tarquini  | AGS-Ford           | 77                  | + 4 voltas          | 22                  |                     |
| 9       | 23 | Pierluigi Martini  | Minardi-Ferrari    | 75                  | Motor               | 15                  |                     |
| 10      | 32 | Bertrand Gachot    | Jordan-Ford        | 75                  | Motor               | 14                  |                     |
| 11      | 7  | Martin Brundle     | Brabham-Yamaha     | 73                  | + 8 voltas          | 12                  |                     |
| 12      | 28 | Jean Alesi         | Ferrari            | 72                  | Câmbio              | 6                   |                     |
| Ret     | 11 | Mika Häkkinen      | Lotus-Judd         | 59                  | Motor               | 13                  |                     |
| Ret     | 6  | Riccardo Patrese   | Williams-Renault   | 49                  | Câmbio              | 3                   |                     |
| Ret     | 19 | Roberto Moreno     | Benetton-Ford      | 49                  | Colisão             | 8                   |                     |
| Ret     | 9  | Michele Alboreto   | Footwork-Porsche   | 41                  | Motor               | 25                  |                     |
| Ret     | 16 | Ivan Capelli       | Leyton House-Ilmor | 40                  | Câmbio              | 18                  |                     |
| Ret     | 25 | Thierry Boutsen    | Ligier-Lamborghini | 40                  | Motor               | 20                  |                     |
| Ret     | 2  | Gerhard Berger     | McLaren-Honda      | 36                  | Bomba de gasolina   | 7                   |                     |
| Ret     | 5  | Nigel Mansell      | Williams-Renault   | 35                  | Câmbio              | 4                   |                     |
| Ret     | 15 | Maurício Gugelmin  | Leyton House-Ilmor | 34                  | Câmbio              | 23                  |                     |
| Ret     | 8  | Mark Blundell      | Brabham-Yamaha     | 32                  | Rodada              | 24                  |                     |
| Ret     | 21 | Emanuele Pirro     | Dallara-Judd       | 16                  | Câmbio              | 9                   |                     |
| Ret     | 24 | Gianni Morbidelli  | Minardi-Ferrari    | 15                  | Câmbio              | 26                  |                     |
| Ret     | 22 | J. J. Lehto        | Dallara-Judd       | 12                  | Câmbio              | 10                  |                     |
| Ret     | 29 | Eric Bernard       | Lola-Ford          | 4                   | Motor               | 19                  |                     |
| DNQ     | 10 | Alex Caffi         | Footwork-Porsche   | Não qualificado     | Não qualificado     | Não qualificado     | Não qualificado     |
| DNQ     | 18 | Stefan Johansson   | AGS-Ford           | Não qualificado     | Não qualificado     | Não qualificado     | Não qualificado     |
| DNQ     | 26 | Erik Comas         | Ligier-Lamborghini | Não qualificado     | Não qualificado     | Não qualificado     | Não qualificado     |
| DNQ     | 12 | Julian Bailey      | Lotus-Judd         | Não qualificado     | Não qualificado     | Não qualificado     | Não qualificado     |
| DNPQ    | 33 | Andrea de Cesaris  | Jordan-Ford        | Não pré-qualificado | Não pré-qualificado | Não pré-qualificado | Não pré-qualificado |
| DNPQ    | 31 | Pedro Chaves       | Coloni-Ford        | Não pré-qualificado | Não pré-qualificado | Não pré-qualificado | Não pré-qualificado |
| DNPQ    | 14 | Olivier Grouillard | Fondmetal-Ford     | Não pré-qualificado | Não pré-qualificado | Não pré-qualificado | Não pré-qualificado |
| DNPQ    | 35 | Eric van de Poele  | Lambo-Lamborghini  | Não pré-qualificado | Não pré-qualificado | Não pré-qualificado | Não pré-qualificado |
| Fontes: |    |                    |                    |                     |                     |                     |                     |

## Tabela do campeonato após a corrida
| Pos.    | Piloto          | Pontos |
| ------- | --------------- | ------ |
| 1       | Ayrton Senna    | 10     |
| 2       | Alain Prost     | 6      |
| 3       | Nelson Piquet   | 4      |
| 4       | Stefano Modena  | 3      |
| 5       | Satoru Nakajima | 2      |
| Fontes: |                 |        |

| Pos.    | Construtor    | Pontos |
| ------- | ------------- | ------ |
| 1       | McLaren-Honda | 10     |
| 2       | Ferrari       | 6      |
| 3       | Tyrrell-Honda | 5      |
| 4       | Benetton-Ford | 4      |
| 5       | Lola-Ford     | 1      |
| Fontes: |               |        |

- Nota: Somente as primeiras cinco posições estão listadas. Os descartes de resultados foram abolidos a partir de 1991 e neste mesmo ano a vitória passou a valer dez pontos.